# Acridotheres burmannicus
El miná birmano (Acridotheres burmannicus) es una especie de ave en la familia Sturnidae.  A veces se la ubica en el género Sturnus. Es propia del sur este de Asia. 

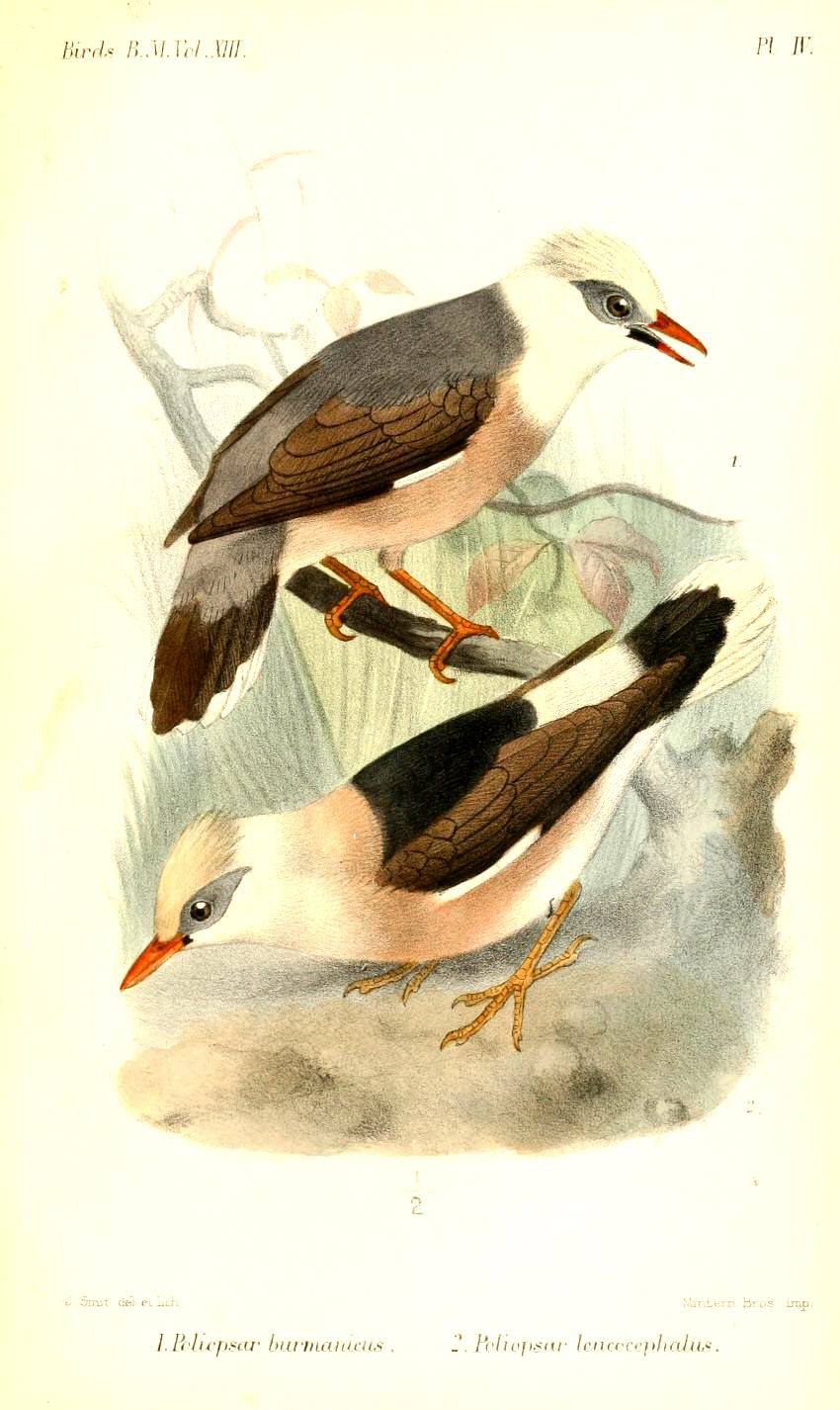
Subespecies S. b. burmannicus (superior), y S. b. leucocephalus (inferior); ilustración de Joseph Smit, 1890

## Distribución y hábitat
Se lo encuentra en Camboya, China, Laos, Malasia, Burma, Tailandia, y Vietnam.  
A comienzos de la década del 2000 se la ha identificado como una especie invasora en Israel. La población parece haber comenzado a partir de individuos que escaparon de un parque de aves en Tel-Aviv.